# Kanton Le Puy-en-Velay-4
Der Kanton Le Puy-en-Velay-4 ist seit 2015 ein französischer Wahlkreis im Arrondissement Le Puy-en-Velay, im Département Haute-Loire und in der Region Auvergne-Rhône-Alpes.

## Gemeinden
Der Kanton besteht aus drei Gemeinden und Gemeindeteilen mit insgesamt 11.442 Einwohnern (Stand: 2022) auf einer Gesamtfläche von 26,16 km²:
| Gemeinde                 | Einwohner 1. Januar 2022 | Fläche km² | Dichte Einw./km² | Code INSEE | Postleitzahl |
| ------------------------ | ------------------------ | ---------- | ---------------- | ---------- | ------------ |
| Arsac-en-Velay           | 1.216                    | 12,15      | 100              | 43010      | 43700        |
| Coubon                   | 3.137                    | 22,73      | 138              | 43078      | 43700        |
| Le Puy-en-Velay          | 7.089                    | 10,96      | 647              | 43157      | 43000        |
| Kanton Le Puy-en-Velay-4 | 11.442                   | 45,84      | 250              | 4315       | –            |

1. ↑   Nur der südöstliche Teil der Gemeinde, der Rest verteilt sich auf die Kantone Le Puy-en-Velay-1, Le Puy-en-Velay-2 und Le Puy-en-Velay-3.